# Pages (logiciel)
Pour les articles homonymes, voir Pages.
Pages est un logiciel de traitement de texte / PAO faisant partie avec Keynote (présentations) et Numbers (tableur) de la suite bureautique iWork d'Apple.

## Histoire
En 2010, en même temps que la sortie du premier iPad, Apple sort Pages pour iOS permettant donc de créer, modifier, partager sur son appareil mobile iOS.
Le 10 juin 2013, Apple a annoncé la future version d'iWork pour iCloud, qui permet d'accéder à ses documents iWork depuis un navigateur ainsi que de les modifier. Que ce soit sur un PC ou un Mac avec les navigateurs compatibles : Safari, Google Chrome et Internet Explorer.
Sa version 5 (sortie le 22 octobre 2013) est disponible sur le Mac App Store, gratuitement à l'achat d'un nouveau MacBook ou en tant que mise à jour gratuite de la version 4 précédente (sortie en 2009), tandis que la mise à jour à partir d'une version plus ancienne est payante
En 2016, Apple annonce la collaboration en temps réel sur Pages entre les utilisateurs.
Depuis 2018, de publier un livre sur Apple Book directement depuis l’application
Aujourd'hui, le logiciel est toujours disponible sur mac et iOS. Pour voir le détails des versions, rendez vous dans les sections "historique des versions" ci dessous.

## Fonctionnalités
Il permet de créer des fichiers sous le format PAGES (extension .pages), et de faire des exportations aux formats ePub, Word, RTF, TXT et PDF
Les formats que ce logiciel peut ouvrir sont les fichiers Rich Text Format, text file (extension .txt), PDF, Office Open XML ainsi que Office 97 (.doc). Le format OpenDocument (extension .odt) n'est pas pris en charge.
Il est possible de créer un document à partir de plus de 90 modèles conçus par Apple.
Pages est un logiciel WYSIWYG et il existe des plugins pour le moteur de recherche Spotlight.
Il est possible d'utiliser pages sur le site web d'iCloud.

## Historique des versions (macOS)
| Version | Date de sortie    | Nouveautés |
| ------- | ----------------- | --- |
| 5.0.1   | 21 novembre 2013  | • Personnalisation de la barre d’outils avec les outils les plus importants pour vous • Guides bords et centre activés par défaut • Améliorations de la stabilité et résolutions de problèmes |
| 5.1     | 23 janvier 2014   | • Règle verticale • Partage de documents protégés par un mot de passe par le biais d’un lien iCloud • Guides d’alignement personnalisables • Raccourcis clavier pour les styles • Nombre de caractères, avec ou sans les espaces • Amélioration de la précision de l’insertion et du collage d’objets • Création de graphiques avec des valeurs de date, d’heure et de durée • Suppression possible de sections du navigateur de pages • Amélioration de la compatibilité avec les documents Microsoft Word 2013 • Exportation au format DOCX de documents protégés par un mot de passe • Conservation des formats numériques personnalisés des graphiques à l’importation de documents Pages ’09 et Microsoft Word • Début de liste automatique à l’aide des nouveaux caractères spéciaux • Amélioration de la prise en charge du texte bidirectionnel • Amélioration de l’exportation au format ePub • Résolutions de problèmes et améliorations de la stabilité |
| 5.2     | 1 avril 2014      | • Un nouveau réglage « lecture seule » vous permet de partager des documents afin qu’ils soient consultés mais pas modifiés. • Supprimez, dupliquez et réorganisez des sections à l’aide du navigateur de pages. • Les images et les figures incorporées sont conservées à l’importation dans les cellules de tableau. • La fonction de copie et de collage du style est améliorée. • Les objets insérés et collés sont mieux positionnés. • La retouche d’images Alpha instantané est améliorée. • Le navigateur multimédia est amélioré, notamment les recherches. • AppleScript est mieux pris en charge. • Des modèles en arabe et en hébreu ont été ajoutés. • La prise en charge du texte bi-directionnel est améliorée. • Vous pouvez désormais connaître le nombre de mots en hébreu. • Créez des formats de données personnalisés. • Contrôlez l’ordre de superposition des étiquettes des graphiques à bulles. • Affichez les règles en tant que pourcentage de la taille du document. • Le comportement des zones de texte est amélioré. • La prise en charge d’EndNote est améliorée, notamment les citations dans les notes de bas de page. • L’exportation au format ePub est améliorée. • L’utilisation est améliorée. |
| 5.5     | 16 octobre 2014   | • Toute nouvelle interface inspirée d’OS X Yosemite • Permutation instantanée entre iPad, Mac et iPhone avec Handoff • Prise en charge d’iCloud Drive • Mise à jour des formats de fichiers afin d’envoyer plus facilement des documents via des services tels que Gmail et Dropbox • Nouvelle barre latérale pour les commentaires et le suivi des modifications • Filtrage des commentaires et des modifications par auteur • Prise en charge d’AppleScript pour la fusion d’adresses e-mail • Insertion d’images incorporées dans des tableaux, des en-têtes et des pieds de page • Déplacement facile des tableaux avec la sélection améliorée des tableaux • Guides d’alignement entre tableaux • Style des bordures de cellules amélioré • Améliorations du redimensionnement et du placement des graphiques • Prise en charge améliorée du texte bi-directionnel |
| 5.6     | 15 octobre 2015   | • Travaillez sur plusieurs projets en même temps grâce à la nouvelle vue scindée dans El Capitan • Ouvrez des documents Pages ’08 et ’06 • Les documents Pages partagés peuvent maintenant être consultés dans les navigateurs iOS et Android • Effectuez des clics forcés sur les images et recevez un retour tactile pendant que vous les modifiez à l’aide du trackpad Force Touch • Nouveaux modèles conçus par Apple : ePub, Certificat pour enfant, Diplôme, Bulletin d’informations scolaires • Accédez facilement aux polices utilisées récemment dans le menu Polices • Prise en charge améliorée des fonctionnalités de polices OpenType, comme les petites majuscules, les fractions contextuelles, les glyphes et plus encore • Affichez les collections, les moments, les favoris et les albums partagés de Photos dans le navigateur multimédia • Ajoutez des lignes de références aux graphiques • Créez des tableaux, des graphiques et des styles de figures à partir d’images • Ajoutez et relisez des commentaires avec VoiceOver • Suivez les modifications avec VoiceOver • Modifiez des données et des éléments de graphique avec VoiceOver • Options AppleScript supplémentaires pour les exports au format PDF • Options AppleScript supplémentaires pour les exports au format ePub • Amélioration de la compatibilité avec Word pour les graphiques, les dépassements de texte et les masques non rectangulaires • Amélioration de l’exportation au format Word • Amélioration de l’exportation au format ePub • Amélioration de la prise en charge d’EndNote |
| 5.6.1   | 11 novembre 2015  | • Résolution d’un problème de non-ouverture des documents Microsoft Word • Résolution d’un problème empêchant parfois l’utilisation de Rechercher pour des mots dans des listes • Autres résolutions de problèmes • Améliorations de la stabilité et des performances Autres améliorations récentes : • Travaillez sur plusieurs projets en même temps grâce à la nouvelle vue Split View d’OS X El Capitan. • Ouvrez des documents Pages ’08 et Pages ’06. • Les documents Pages partagés peuvent maintenant être consultés dans les navigateurs iOS et Android. • Effectuez des clics forcés sur les images et recevez un retour tactile pendant que vous les modifiez à l’aide du trackpad Force Touch. • Profitez de nouveaux modèles conçus par Apple : ePub, Certificat pour enfants, Diplôme, Bulletin d’informations scolaire. • Accédez facilement aux polices utilisées récemment dans le menu Polices. • La prise en charge des fonctionnalités de police OpenType telles que les petites majuscules, les fractions contextuelles, les glyphes et plus encore, est améliorée. • Affichez les collections, les moments, les favoris et les albums partagés de Photos dans le navigateur multimédia. • Ajoutez des lignes de références aux graphiques. • Créez des tableaux, des graphiques et des styles de figures à partir d’images. • Ajoutez et relisez des commentaires avec VoiceOver. • Effectuez un suivi des modifications avec VoiceOver. • Modifiez des données et des éléments de graphique avec VoiceOver.                                                      |
| 6.0     | 20 septembre 1016 | • Collaboration en temps réel (fonctionnalité bêta) - Modifiez un document en même temps que d’autres utilisateurs dans Pages sur Mac, iPad ou iPhone, et sur iCloud.com - Partagez votre document de façon publique ou avec certaines personnes. - Voyez qui travaille sur le document. - Suivez les curseurs des collaborateurs pendant qu’ils apportent des modifications. • Ouvrez et modifiez des documents Pages ’05. • Utilisez des onglets pour travailler sur plusieurs documents dans une seule fenêtre. • Un large nuancier est pris en charge pour les images. |
| 6.1     | 25 mars 2017      | • Ajoutez des signets afin de relier facilement une partie de votre document à une autre. • Ajoutez d’élégantes équations mathématiques à l’aide de la notation LaTeX ou MathML. • Ouvrez rapidement des documents protégés par mot de passe à l’aide de Touch ID sur le nouveau MacBook Pro avec Touch Bar. • Remplacez facilement les polices dans tout un document. • Importez et exportez des documents au format RTF. • Les nouvelles lignes de référence facilitent la lecture des graphiques. • Les nouvelles fonctions conçues pour les actions et les devises apportent des données à jour sur les titres. • Personnalisez les dates, heures et devises selon votre langue ou votre région. |
| 6.2     | 13 juin 2017      | • Améliorez vos documents grâce à une bibliothèque contenant plus de 500 figures dignes d’un professionnel • Répondez à des commentaires et participez à des fils de discussion • Ajoutez des zones de texte liées pour que le texte s’étende facilement d’un endroit à un autre • Les nouvelles options de correction automatique et de remplacement de texte permettent de gagner du temps pendant la saisie • Exportez vos documents en tant que livres ePub à mise en page fixe • Modifiez les marges, les en-têtes, les pieds de page et le format du papier pendant une collaboration • Meilleure prise en charge de l’hébreu et de l’arabe • Les fonctions relatives aux actions et aux devises renvoient désormais les données de clôture des marchés du jour précédent |
| 6.3     | 19 septembre 2017 | • La fonction améliorée d’export au format PDF vous permet d’afficher la table des matières d’un document dans la barre latérale des afficheurs PDF, comme Aperçu • Faites glisser et déposez des rangs dans les tableaux qui occupent plusieurs pages • Améliorations des performances et de la stabilité |
| 7.0     | 27 mars 2018      | • Créez de superbes livres numériques à l’aide de nouveaux modèles de livre. • Collaborez en temps réel sur les documents stockés dans Box. Requiert macOS High Sierra. • Affichez vos pages côte à côte pendant que vous travaillez. • Activez les pages opposées pour formater votre document sous forme de double-pages. • Ajoutez une galerie d’images pour afficher un ensemble de photos sur la même page. • Créez des modèles de page pour conserver une présentation cohérente dans l’ensemble de votre document de mise en page. • Les graphiques en anneau vous permettent de visualiser vos données de façon inédite et intéressante. • Améliorez vos documents à l’aide de nombreuses figures inédites et modifiables. • Des options supplémentaires vous permettent de réduire la taille de documents. • Une nouvelle option vous permet de formater des fractions automatiquement pendant que vous les saisissez. |
| 7.1     | 14 juin 2018      | • Suivez les modifications apportées au texte dans les figures et les zones de texte. • Ajoutez des couleurs et des images aux arrière-plans dans les documents de mise en page. • Changez l’aspect de vos graphiques en appliquant des coins arrondis aux colonnes et aux barres. • Ajoutez des équations mathématiques grâce aux notations LaTeX et MathML. • Améliorez vos documents grâce à une sélection de nouvelles figures modifiables. • Prise en charge améliorée de l’arabe et de l’hébreu |
| 7.2     | 17 septembre 2018 | • Enregistrez, modifiez et lisez du contenu audio en toute simplicité, directement dans une page. • La prise en charge du Mode Sombre donne à Pages un aspect dramatique et sombre. Les barres d’outils et les menus s’estompent en arrière-plan, pour vous permettre de vous concentrer sur votre contenu. Requiert macOS Mojave. • La prise en charge d’Appareil photo Continuité vous permet de prendre une photo ou de numériser un document avec votre iPhone pour les faire apparaître directement dans votre document sur votre Mac. Requiert macOS Mojave. Requiert macOS Mojave et iOS 12. • Améliorez vos documents à l’aide de nombreuses figures inédites et modifiables. • Améliorations des performances et de la stabilité. |
| 7.3     | 7 novembre 2018   | • Publiez vos livres directement dans Apple Books pour le téléchargement ou l’achat. • Améliorations des performances et de la stabilité. |
| 8.0     | 28 mars 2019      | • Utilisez la nouvelle présentation de la table des matières pour parcourir facilement votre document ou votre livre. • Synchronisez automatiquement des figures et des modèles personnalisés sur l’ensemble de vos appareils via iCloud. • Ajoutez des guides pour l’alignement à des modèles de pages pour aider avec la disposition. • Amélioration des performances lors de la collaboration sur des documents. • Insérez des tables des matières et modifiez des objets groupés pendant la collaboration. • En chinois, japonais et coréen, vous pouvez désormais saisir du texte vertical dans la totalité de votre document ou dans une zone de texte individuelle. |
| 8.1     | 25 juin 2019      | •Donnez du style à votre texte en y ajoutant des dégradés ou des images, ou encore en appliquant de nouveaux styles de contour. •Créez des liens à partir du texte vers d’autres pages dans un document de mise en page. •Copiez et collez des pages ou sections entre des documents. •Incorporez des images, figures et équations à des zones de texte de sorte qu’ils suivent le texte. •Grâce à la détection des visages, les personnes présentes dans les photos sont intelligemment placées dans des paramètres fictifs et des objets. •Appliquez de nouveau un modèle de page de sorte que le texte et les paramètres fictifs de média reprennent leur style et leur position par défaut. |
| 8.2     | 30 septembre 2019 | • Définissez la police par défaut et la taille de la police utilisée pour tous les documents créés à partir de modèles standards. • Ajoutez facilement des vidéos au format HEVC à des documents, ce qui vous permet de bénéficier de fichiers moins volumineux tout en conservant la même qualité visuelle. • Accédez à une page spécifique de votre document à l’aide d’une nouvelle commande de menu. • Ajoutez des descriptions d’accessibilité à du contenu audio ou vidéo, ainsi qu’à des dessins. • L’accessibilité des documents PDF exportés a été améliorée. |
| 10.0    | 31 mars 2020      | • Faites votre choix parmi un éventail de nouveaux modèles magnifiques conçus pour vous aider à démarrer. • Ajoutez un document Pages à un dossier iCloud Drive partagé afin de commencer automatiquement la collaboration.* • Ajoutez une lettrine pour faire ressortir un paragraphe avec une première lettre grande et décorative. • Appliquez une couleur, un dégradé ou une image à l’arrière-plan de n’importe quel document. • Accédez facilement aux modèles que vous avez utilisés récemment grâce à une liste de modèles repensée. • Imprimez vos documents ou exportez-les au format PDF avec les commentaires. • Modifiez des documents partagés tandis que vous êtes hors ligne. Vos modifications seront apportées lorsque vous serez de nouveau en ligne. • Améliorez vos documents grâce à un grand choix de nouvelles figures modifiables. *Requiert macOS 10.15.4. |
| 10..1   | 9 juillet 2020    | • Lisez des vidéos YouTube et Vimeo directement depuis vos documents.* • Ajoutez facilement des titres et des sous-titres aux images, vidéos, figures et autres objets. • Créez des formules plus souples grâce aux nouvelles fonctions. • Importez un livre iBooks Author pour pouvoir travailler dessus dans Pages. * Cette fonction peut ne pas être disponible dans toutes les régions. |
| 10.2    | 22 septembre 2020 | • Sélectionnez l’un des nouveaux modèles de rapport pour partir sur de solides bases. • Améliorez vos documents grâce à une vaste gamme de nouvelles figures modifiables. |
| 10.3    | 12 novembre 2020  | • Nouveau design repensé pour macOS Big Sur • Améliorations des performances et de la stabilité |
| 11.0    | 23 mars 2021      | • Le navigateur multimédia mis à jour propose des options de recherche avancées et de nouvelles catégories pour le nouveau contenu, comme Récents, Portraits et Live Photos ; • Possibilité d’ajouter des liens vers des numéros de téléphone à des cellules de tableau, des objets de texte et des figures ; • La fonctionnalité AppleScript permet de modifier le mot de passe d’un document ou d’ouvrir des documents protégés par des mots de passe. |
| 11.1    | 1 juin 2021       | • Possibilité d’associer des liens vers des pages web, des adresses e-mail et des numéros de téléphone à des objets tels que des figures, des lignes, des images, des dessins ou des zones de texte. |
| 11.2    | 28 septembre 2021 | • Publication de livres améliorée grâce à la prise en charge de double-pages, à l’optimisation des images et à une gestion des versions plus flexible. • Le système de collaboration permet aux participants d’ajouter d’autres personnes à un document partagé*. • Grâce à la traduction instantanée, vous pouvez traduire le texte que vous sélectionnez dans 11 langues et ajouter la traduction à votre document en un clic*. • Créez de nouveaux documents depuis l’icône de l’app dans le Dock. • Les graphiques en toile d’araignée vous aident à comparer visuellement plusieurs variables en même temps pour montrer facilement les similitudes et les différences dans vos données. * Requiert macOS Monterey |
| 12.0    | 7 avril 2022      | • Publiez directement sur Apple Books avec des fichiers plus volumineux allant jusqu'à 2 Go ; • Utilisez Raccourcis avec macOS Monterey pour créer et ouvrir des documents : • Lisez des commentaires et suivez des modifications à l'aide de VoiceOver. |
| 12.1    | 21 juin 2022      | • Utilisez la fusion d'adresses pour créer rapidement des lettres, cartes et enveloppes personnalisées pour plusieurs destinataires ; • Sélectionnez un modèle stylisé parmi les nouveaux disponibles pour les invitations à des évènements et des certificats d'étudiants. |
| 12.2    | 25 octobre 2022   | • Une toute nouvelle vue des activités affiche les modifications récentes apportées aux documents collaboratifs, y compris lorsque des personnes les rejoignent, commentent ou modifient • Recevez des notifications lorsque d'autres personnes rejoignent vos documents partagés ou les modifient • Partagez un document dans Messages pour commencer immédiatement à collaborer avec votre équipe et afficher les mises à jour directement dans la conversation Messages* • Envoyez un message ou lancez un appel FaceTime directement depuis un document collaboratif* • Vous pouvez maintenant utiliser le menu Fichier pour gérer votre document partagé ou en envoyer une copie • Le nouveau modèle « Disposition vide » vous permet de créer facilement des documents dans lesquels vous pouvez librement modifier la disposition du texte et des images • Une nouvelle option vous permet de supprimer automatiquement l'arrière-plan d'une image pour isoler son sujet* *Requiert macOS 13 |
| 13.0    | 30 mars 2023      | • Exportez et envoyez une copie de votre document dans un autre format directement depuis le menu Partager. • Les modèles pour les rapports, les notes, les lettres et les CV incluent désormais du texte de paramètre fictif contenant des instructions. • Comprend des améliorations et des correctifs pour le publipostage et les activités de collaboration. |
| 13.1    | 12 juin 2023      | • Commencez à écrire dans Notes, puis ouvrez votre note dans Pages pour continuer à modifier le texte à l’aide de puissantes fonctionnalités de conception et de mise en page. • Créez des rapports commerciaux, des devoirs scolaires et des cartes de vœux grâce aux modèles mis à jour. • Ajoutez des graphiques vectoriels évolutifs (SVG) à vos documents et conservez la qualité visuelle peu importe la taille. • Décomposez des images SVG importées et enregistrez-les dans votre bibliothèque de figures pour une utilisation ultérieure. • Conservez les images SVG lors de l’exportation de livres au format EPUB, y compris les images de couverture. • Affichez les étiquettes de résumé de sous-total dans des graphiques à barres, à colonnes et à aires empilées. • Exportez les pages de votre document sous forme de fichiers image. |
| 13.2    | 21 septembre 2023 | • Apportez une nouvelle dimension à vos documents avec des objets 3D au format USDZ ; • Utilisez le nouveau modèle de rapport Minimaliste proposant une typographie, des couleurs et une disposition élégantes ; • Donnez du style à vos paragraphes avec de nouvelles options pour les bordures ; • Supprimez des bordures externes sur les graphiques importés à partir de fichiers Microsoft Office. |
| 14.0    | 2 avril 2024      | • Maintenez la touche Commande enfoncée sur un clavier connecté pour sélectionner des mots, des phrases ou des paragraphes non contigus. • Des notifications simplifiées intégrées aux apps vous informent lorsqu’une personne rejoint un document collaboratif pour la première fois. • Préservez le format du fichier et la qualité maximale lorsque vous ajoutez des photos HEIC prises sur iPhone ou iPad. • Améliorations supplémentaires de la stabilité et des performances. |
| 14.1    | 10 juin 2024      | - Obtenez des prédictions incorporées qui complètent le mot ou l’expression que vous êtes en train de saisir. - Corrections de bugs supplémentaires et améliorations des performances. |
| 14.2    | 17 septembre 2024 | - Cette mise à jour apporte des correctifs et améliore les performances. |
| 14.3    | 12 décembre 2024  | • Avec les outils d’écriture, corrigez, réécrivez, résumez et rédigez le texte de votre document* • Avec Image Playground, créez des images amusantes et originales pour votre document* • Siri peut utiliser ChatGPT pour répondre aux questions à propos du contenu de votre document* * Requiert Apple Intelligence |

## Historique des versions (iOS)
| Version | Date de sortie                                                                                           | Nouveautés |
| ------- | --- | --- |
| 3.0     | 13 septembre 2016                                                                                        | • Collaboration en temps réel (fonctionnalité bêta) - Modifiez un document en même temps que d’autres utilisateurs dans Pages sur Mac, iPad ou iPhone, et sur iCloud.com - Partagez votre document de façon publique ou avec certaines personnes. - Voyez qui travaille sur le document. - Suivez les curseurs des collaborateurs pendant qu’ils apportent des modifications. • Un nouveau panneau de formatage est optimisé pour l’écran 12,9 pouces de l’iPad Pro. • Téléchargement amélioré. Pages télécharge maintenant les documents stockés sur iCloud uniquement lorsque vous êtes prêt à travailler dessus. • Ouvrez et modifiez des documents Pages ’05. • Un large nuancier est pris en charge pour les images. • La navigation dans le clavier est améliorée et des raccourcis clavier ont été ajoutés. |
| 3.1     | 27 mars 2017                                                                                             | • Mettez du texte en exposant ou en indice, utilisez des ligatures et modifiez la couleur de fond du texte. • Ajoutez des signets afin de relier facilement une partie de votre document à une autre. • Ajoutez d’élégantes équations mathématiques à l’aide de la notation LaTeX ou MathML. • Ouvrez rapidement des documents protégés par mot de passe à l’aide de Touch ID. • Importez et exportez des documents au format RTF. • Remplacez facilement les polices manquantes dans votre document. • Les nouvelles lignes de référence facilitent la lecture des graphiques. • Personnalisez les dates, heures et devises selon votre langue ou votre région. |
| 3.2     | 23 juin 2017                                                                                             | • Améliorez vos documents grâce à une bibliothèque contenant plus de 500 figures dignes d’un professionnel • Répondez à des commentaires et participez à des fils de discussion • Ajoutez des zones de texte liées pour que le texte s’étende facilement d’un endroit à un autre • Les nouvelles options de correction automatique et de remplacement de texte permettent de gagner du temps pendant la saisie • La nouvelle présentation des pages en vignettes vous permet de parcourir facilement votre document • Exportez vos documents en tant que livres ePub à mise en page fixe • Modifiez les marges, les en-têtes, les pieds de page et le format du papier pendant une collaboration |
| 3.3     | 19 septembre 2017                                                                                        | • Le gestionnaire de documents, dont le design a été revu, vous permet d’accéder rapidement à des fichiers stockés dans iCloud Drive ou à l’aide de fournisseurs d’espace de stockage tiers • Sur iPad, faites glisser et déposez du texte, des images et plus encore vers d’autres apps à partir de Pages • Travaillez avec plus d’efficacité sur iPad à l’aide de Slide Over, Split View et du nouveau Dock • Accédez rapidement à vos documents et organisez-les à l’aide de la nouvelle app Fichiers • Utilisez les commandes Unir, Croiser, Soustraire et Exclure pour créer de nouvelles figures • Utilisez les commandes Aligner, Répartir, Miroir vertical et Miroir horizontal pour organiser rapidement des objets • Prise en charge de la commande Décomposer pour des figures complexes de la bibliothèque de figures • Sélectionnez un paragraphe de texte avec trois gestes tactiles • La fonction améliorée d’export au format PDF vous permet d’afficher la table des matières d’un document dans la barre latérale des afficheurs PDF • Améliorations des performances et de la stabilité |
| 4.0     | 27 mars 2018                                                                                             | • Dessinez, écrivez et ajoutez des annotations à l’aide de l’Apple Pencil sur les appareils pris en charge, ou utilisez simplement votre doigt. - Ajoutez des dessins en toute simplicité avec les outils de stylo, de crayon et de remplissage. - Utilisez la version bêta de l’Annotation intelligente pour ajouter des commentaires et des marques qui restent ancrés au texte associé. • Créez de superbes livres numériques à l’aide de nouveaux modèles de livre. • Collaborez en temps réel sur les documents stockés dans Box. • Ajoutez une galerie d’images pour afficher un ensemble de photos sur la même page. • Le mode Intervenant vous permet de lire et de faire défiler automatiquement du texte tout en faisant une présentation. • Créez et modifiez des styles de paragraphes et de caractères. • Affichez vos pages côte à côte pendant que vous travaillez. • Activez les pages opposées pour formater votre document sous forme de double-pages. • Créez des modèles de page pour conserver une présentation cohérente dans l’ensemble de votre document de mise en page. • Choisissez l’orientation portrait ou paysage pour votre document. • Améliorez vos documents à l’aide de nombreuses figures inédites et modifiables. • Les graphiques en anneau vous permettent de visualiser vos données de façon inédite et intéressante. • Utilisez le surlignage conditionnel dans les tableaux pour modifier l’apparence d’une cellule lorsque sa valeur remplit certaines conditions. • Une nouvelle option vous permet de formater des fractions automatiquement pendant que vous les saisissez. |
| 4.1     | 14 juin 2018                                                                                             | • Enregistrez, modifiez et lisez simplement du contenu audio directement dans une page. • Les annotations intelligentes peuvent désormais s’étirer et s’adapter pour suivre votre texte pendant que vous appliquez vos modifications. • Basculez rapidement entre les modes Dessin et Annotations intelligentes sur l’iPad. • Une nouvelle option, accessible dans Réglages > Pages, vous permet d’utiliser l’Apple Pencil pour sélectionner des éléments et faire défiler le contenu • Suivez les modifications apportées au texte dans les figures et les zones de texte. • Ajoutez des couleurs et des images aux arrière-plans dans les documents de mise en page. • Changez l’aspect de vos graphiques en appliquant des coins arrondis aux colonnes et aux barres. • Ajoutez des équations mathématiques aux documents de mise en page grâce aux notations LaTeX et MathML. • Améliorez vos documents grâce à une sélection de nouvelles figures modifiables. • Ajoutez des dégradés et des remplissages d’images aux figures et aux zones de texte. • Parcourez les modèles en toute simplicité, par catégorie. • Enregistrez une vitesse de défilement automatique différente pour chaque document lorsque vous utilisez le mode prompteur. • Prise en charge améliorée de l’arabe et de l’hébreu. |
| 4.2     | 17 septembre 2018                                                                                        | • Animez vos dessins et regardez-les prendre vie dans un document ou dans un livre. • Lorsque vous utilisez les annotations intelligentes, les lignes reliant le texte aux annotations dans les marges latérales s’étirent et se déplacent en fonction des modifications apportées. • Les annotations s’ancrent désormais aux cellules de tableaux. • Enregistrez des dessins en toute simplicité dans Photos ou Fichiers, ou partagez-les avec d’autres utilisateurs. • Compatible avec Siri Shortcuts. Requiert iOS 12. • Ajustez l’espacement des lignes avant et après un paragraphe et définissez la largeur des colonnes de texte. • Pages prend désormais en charge les polices dynamiques. • Améliorez vos documents à l’aide de nombreuses figures inédites et modifiables. • Améliorations des performances et de la stabilité. |
| 4.3     | 7 novembre 2018                                                                                          | • Publiez vos livres directement dans Apple Books pour le téléchargement ou l’achat. • Améliorations des performances et de la stabilité. |
| 5.0     | 28 mars 2019                                                                                             | • Utilisez la nouvelle présentation de la table des matières pour parcourir facilement votre document ou votre livre. • Insérez une table des matières dans une page dans un document de traitement de texte. • Enregistrez des figures personnalisées pour les utiliser dans d’autres documents et accédez-y depuis n’importe quel appareil via iCloud. • Créez des modèles et utilisez-les pour les nouveaux documents. Vous pouvez y accéder depuis n’importe quel appareil via iCloud. • Créez des paramètres fictifs d’image pour remplacer facilement des images, sans avoir à modifier la disposition de votre page. • Dans votre document, passez d’un document de mise en page à un document de traitement de texte. • Amélioration des performances lors de la collaboration sur des documents. • Modifiez des objets groupés pendant la collaboration. • En chinois, japonais et coréen, vous pouvez désormais saisir du texte vertical dans la totalité de votre document ou dans une zone de texte individuelle. |
| 5.1     | 25 juin 2019                                                                                             | •Donnez du style à votre texte en y ajoutant des dégradés ou des images, ou encore en appliquant de nouveaux styles de contour. •Personnalisez les listes en choisissant parmi de nouveaux types de puces, en modifiant leur taille et leur couleur, en créant des puces personnalisées, en ajustant les niveaux de retrait, et plus encore. •Choisissez « Mémoriser l’orthographe » pour ajouter un mot au dictionnaire orthographique. •Créez des liens à partir du texte vers d’autres pages dans un document de mise en page. •Copiez et collez des pages ou sections entre des documents. •Utilisez les nouvelles fonctionnalités de modification des graphiques pour modifier le style de séries individuelles, ajuster l’espacement entre des colonnes, ajouter des corrélations linéaires et bien plus. •Ajustez l’apparence des bordures de cellules dans les tableaux. •Incorporez des images, figures et équations à des zones de texte de sorte qu’ils suivent le texte. •Choisissez si vous préférez utiliser l’Apple Pencil pour dessiner ou pour sélectionner et faire défiler. Le cas échéant, vous pouvez basculer entre ces options en touchant deux fois l’Apple Pencil. •Grâce à la détection des visages, les personnes présentes dans les photos sont intelligemment placées dans des paramètres fictifs et des objets. •Appliquez de nouveau un modèle de page de sorte que le texte et les paramètres fictifs de média reprennent leur style et leur position par défaut. |
| 5.2     | 30 septembre 2019                                                                                        | • Activez le Mode sombre pour mettre votre contenu en évidence.* • Sur iPadOS, utilisez Pages dans plusieurs espaces ou modifiez deux documents côte à côte en Split View. • Prise en charge des nouvelles options d’édition de texte et de gestes de navigation sur iOS 13 et iPadOS.* • Définissez la police par défaut et la taille de la police utilisée pour tous les documents créés à partir de modèles standards. • Utilisez des polices personnalisées installées depuis l’App Store.* • Effectuez une capture d’écran de la totalité d’un document, annotez-le, puis partagez-le facilement sous forme de PDF.* • Accédez à des fichiers à partir d’un disque USB, d’un disque dur externe ou d’un serveur de fichiers.* • Écoutez une représentation audio de votre graphique à l’aide de VoiceOver.* • Ajoutez des descriptions d’accessibilité à du contenu audio ou vidéo, ainsi qu’à des dessins. • L’accessibilité des documents PDF exportés a été améliorée. • Prise en charge des vidéos au format HEVC, permettant d’obtenir des fichiers moins volumineux tout en conservant la même qualité visuelle. • Sélectionnez plusieurs objets en appuyant sur Maj ou Commande sur un clavier matériel. *Requiert iOS 13 ou iPadOS |
| 10.0    | 31 mars 2020                                                                                             | • Utilisez Pages sur un iPad avec le Magic Keyboard, une souris ou un trackpad pour travailler sur vos documents de façon inédite** • Faites votre choix parmi un éventail de nouveaux modèles magnifiques conçus pour vous aider à démarrer. • Ajoutez un document Pages à un dossier iCloud Drive partagé afin de commencer automatiquement la collaboration.*** • Ajoutez une lettrine pour faire ressortir un paragraphe avec une première lettre grande et décorative. • Appliquez une couleur, un dégradé ou une image à l’arrière-plan de n’importe quel document. • Touchez l'écran et maintenez votre doigt appuyé, puis faites-le glisser sur plusieurs objets pour les sélectionner. • Accédez facilement aux modèles utilisés récemment grâce à une liste de modèles repensée. • Imprimez vos documents ou exportez-les au format PDF avec les commentaires. • Modifiez des documents partagés tandis que vous êtes hors ligne. Vos modifications seront apportées lorsque vous serez de nouveau en ligne.* • Améliorez vos documents grâce à un grand choix de nouvelles figures modifiables. *Requiert iPadOS ou iOS 13 ou ultérieur. **Requiert iPadOS 13.4 *** Requiert iPadOS 13.4 ou iOS 13.4 |
| 10.1    | 9 juillet 2020                                                                                           | • Utilisez le nouveau mode Lecture pour parcourir et agrandir le contenu de vos documents sans risquer de les modifier. • Lisez des vidéos YouTube et Vimeo directement depuis vos documents.* • Ajoutez facilement des titres et des sous-titres aux images, vidéos, figures et autres objets. * Cette fonction peut ne pas être disponible dans toutes les régions. |
| 10.2    | 22 septembre 2020                                                                                        | • Sélectionnez l’un des nouveaux modèles de rapport pour partir sur de solides bases. • Améliorez vos documents grâce à une vaste gamme de nouvelles figures modifiables. • Trouvez facilement des photos et vidéos à l’aide du sélecteur d’image repensé, désormais doté de nouvelles fonctions de recherche et de zoom. Requiert iOS 14 ou iPadOS 14. |
| 11.0    | 23 mars 2021                                                                                             | • Utilisez Griffonner pour écrire à la main avec l’Apple Pencil et convertir automatiquement vos mots en texte. Requiert iPadOS 14 ; • Dans l’inspecteur Disposition, des commandes de modification précises permettent de retoucher l’aspect des objets et de les repositionner ; • Des pavés numériques à l’écran permettent de saisir des valeurs exactes pour la taille du texte, l’espacement, la taille des tableaux et plus encore ; • Possibilité d’ajouter ou de supprimer des objets ou des cellules de tableaux depuis une sélection en les touchant ou en faisant glisser votre doigt dessus ; • Paramètre permettant de toujours ouvrir des documents en mode édition ; • Possibilité d’ajouter des liens vers des numéros de téléphone à des cellules de tableau, des objets de texte et des figures. |
| 11.1    | 1 juin 2021                                                                                              | • Possibilité d’associer des liens vers des pages web, des adresses e-mail et des numéros de téléphone à des objets tels que des figures, des lignes, des images, des dessins ou des zones de texte. • Les enseignants utilisant l’app Pour l’école pour assigner des activités dans Pages peuvent désormais voir la progression des élèves, notamment le nombre de mots et le temps passé. |
| 11.2    | 28 septembre 2021                                                                                        | • « Affichage de l’écran » sur iPhone affiche automatiquement le texte, les images et les autres éléments dans un flux continu optimisé par rapport à votre écran de sorte que les documents soient encore plus faciles à lire et à modifier. • Publication de livres améliorée grâce à la prise en charge de double-pages, à l’optimisation des images et à une gestion des versions plus flexible. • La barre des formats rapide sur iPhone permet de changer rapidement de style de paragraphe, de mise en forme de texte, d’alignement, de style de liste, et plus encore. • Utilisez le glisser-déposer pour copier du texte, des images et d’autres éléments d’une app à une autre sur l’iPhone*. • Grâce à la traduction instantanée, vous pouvez traduire le texte que vous sélectionnez dans 11 langues et ajouter la traduction à votre document d’un toucher du doigt**. • Le système de collaboration permet aux participants d’ajouter d’autres personnes à un document partagé**. • Les graphiques en toile d’araignée vous aident à comparer visuellement plusieurs variables en même temps pour montrer facilement les similitudes et les différences dans vos données. • Le graphique audio rend les graphiques accessibles aux personnes ayant une déficience visuelle en émettant des sons dont la tonalité change en fonction des différentes valeurs**. * Requiert iOS 15 ** Requiert iOS 15 ou iPadOS 15 |
| 12.0    | 7 avril 2022                                                                                             | • Publiez directement sur Apple Books avec des fichiers plus volumineux allant jusqu'à 2 Go ; • Insérez des numéros de pages à n'importe quel endroit dans votre document ; • Modifiez la taille de polices avec précision en utilisant jusqu’à deux valeurs décimales ; • Commencez à rédiger un nouveau document rapidement sur l'iPhone : touchez simplement l'icône de l'app Pages sur l'écran d'accueil et maintenez le doigt appuyé dessus ; • Lisez des commentaires et suivez des modifications à l'aide de VoiceOver. |
| 12.1    | 21 juin 2022                                                                                             | • Utilisez la fusion d'adresses pour créer rapidement des lettres, cartes et enveloppes personnalisées pour plusieurs destinataires ; • Sélectionnez un modèle stylisé parmi les nouveaux disponibles pour les invitations à des évènements et des certificats d'étudiants ; • Exportez vos documents Pages sous forme de fichiers TXT. |
| 12.2    | 25 octobre 2022                                                                                          | • Une toute nouvelle vue des activités affiche les modifications récentes apportées aux documents collaboratifs, y compris lorsque des personnes les rejoignent, commentent ou modifient • Partagez un document dans Messages pour commencer immédiatement à collaborer avec votre équipe et afficher les mises à jour directement dans la conversation Messages* • Envoyez un message ou lancez un appel FaceTime directement depuis un document collaboratif* • Le nouveau modèle « Disposition vide » vous permet de créer facilement des documents dans lesquels vous pouvez librement modifier la disposition du texte et des images • Augmentez encore votre productivité sur iPad avec iPadOS 16 - Insérez rapidement des objets et accédez à vos outils préférés avec la barre d'outils personnalisable - Recherchez des actions courantes (imprimer, renommer et plus encore) dans le nouveau menu document - Travaillez plus facilement sur plusieurs documents avec Stage Manager (sur les modèles d'iPad pris en charge) • Une nouvelle option vous permet de supprimer automatiquement l'arrière-plan d'une image pour isoler son sujet* • Personnalisez les graphiques avec des commandes supplémentaires pour les couleurs, les lignes et les formats numériques. *Requiert iOS 16 ou iPadOS 16 |
| 13.0    | 30 mars 2023                                                                                             | • Survoler l’écran avec l’Apple Pencil permet de facilement naviguer, écrire, dessiner et illustrer avec plus de précision sur les modèles d’iPad pris en charge. • Exportez et envoyez une copie de votre document dans un autre format directement depuis le menu Partager. • Les modèles pour les rapports, les notes, les lettres et les CV incluent désormais du texte de paramètre fictif contenant des instructions. • Comprend des améliorations et des correctifs pour le publipostage et les activités de collaboration. |
| 13.1    | 13 juin 2023                                                                                             | • Commencez à écrire dans Notes, puis ouvrez votre note dans Pages pour continuer à modifier le texte à l’aide de puissantes fonctionnalités de conception et de mise en page. • Créez des rapports commerciaux, des devoirs scolaires et des cartes de vœux grâce aux modèles mis à jour. • Insérez des champs de date et heure dans votre document. • Ajoutez des graphiques vectoriels évolutifs (SVG) à vos documents et conservez la qualité visuelle peu importe la taille. • Décomposez des images SVG importées et enregistrez-les dans votre bibliothèque de figures pour une utilisation ultérieure. • Conservez les images SVG lors de l’exportation de livres au format EPUB, y compris les images de couverture. • Affichez les étiquettes de résumé de sous-total dans des graphiques à barres, à colonnes et à aires empilées. • Insérez et lisez des vidéos au format ProRes dans votre document, désormais sur iPhone et iPad. • Exportez les pages de votre document sous forme de fichiers image. |
| 13.2    | 21 septembre 2023                                                                                        | • Apportez une nouvelle dimension à vos documents avec des objets 3D au format USDZ • Affichez des prédictions de texte intégrées lors de votre saisie* • Commencez à collaborer avec d'autres personnes sur un document en toute simplicité pendant un appel FaceTime* • Recherchez et ouvrez des documents suggérés lorsque vous cherchez Pages avec Spotlight* • Faites glisser des documents vers l'icône de Pages sur votre écran d'accueil pour les ouvrir ou les importer* • Utilisez le nouveau modèle de rapport Minimaliste proposant une typographie, des couleurs et une disposition élégantes • Donnez du style à vos paragraphes avec de nouvelles options pour les bordures et les couleurs d'arrière-plan • Supprimez des bordures externes sur les graphiques importés à partir de fichiers Microsoft Office. * Requiert iOS 17 ou iPadOS 17 et ultérieur |
| 14.0    | 2 avril 2024                                                                                             | - Maintenez la touche Commande enfoncée pour sélectionner des mots, des phrases ou des paragraphes non contigus, puis modifiez rapidement leur style, ajoutez des signets, et plus encore. - Des notifications intégrées simplifiées vous informent lorsqu’une personne rejoint un document collaboratif pour la première fois. - Conservez le format des fichiers et leur qualité optimale lorsque vous ajoutez des photos HEIC prises sur un iPhone ou un iPad. - Améliorations supplémentaires de la stabilité et des performances. |
| 14.1    | 10 juin 2024 - Cette mise à jour contient des corrections de bugs et des améliorations des performances. | |
| 14.2    | 17 septembre 2024                                                                                        | • Pincez l’Apple Pencil Pro pour changer rapidement d’outil, d’épaisseur de trait et de couleur. • Utilisez le nouveau navigateur de documents pour créer facilement un nouveau document ou retrouver un document récent. (Requiert iOS 18 ou iPadOS 18) • Autres correctifs et améliorations des performances. |
| 14.3    | 12 décembre 2024                                                                                         | • Avec les outils d’écriture, corrigez, réécrivez, résumez et rédigez le texte de votre document* • Avec Image Playground, créez des images amusantes et originales pour votre document* • Siri peut utiliser ChatGPT pour répondre aux questions à propos du contenu de votre document* * Requiert Apple Intelligence |

## Identité visuelle

Ancien logo.
Logo actuel.

## Voir Plus

### Logiciels de la suiteiWork
- Numbers : Site web

- Keynote : Site web
- Pages : Site officiel

### Logiciels concurrents
- Apache OpenOffice Writer (successeur d'OpenOffice.org Writer et StarOffice Writer)
- LibreOffice Writer
- Microsoft Word